# Mistrzostwa Świata w Narciarstwie Klasycznym 1950
Mistrzostwa Świata w Narciarstwie Klasycznym 1950 miały miejsce w dniach 1 – 6 lutego 1950 w amerykańskich miejscowościach Lake Placid oraz Rumford. Były to drugie mistrzostwa w Lake Placid, po Zimowych Igrzyskach Olimpijskich 1932. Były to też pierwsze mistrzostwa świata po II wojnie światowej. Po raz drugi mistrzostwa opuściły Europę, po raz pierwszy w nieolimpijskim roku.
Zawody w skokach narciarskich były rozgrywane w Lake Placid, a zawody w biegach (pierwotnie także planowane w Lake Placid) zostały przeniesione do Rumford z powodu braku śniegu.

## Biegi narciarskie

### Biegi narciarskie mężczyzn
| Konkurencja        | Data          | Złoto                                                                            | Srebro                                                                        | Brąz                                                                             |
| ------------------ | ------------- | -------------------------------------------------------------------------------- | ----------------------------------------------------------------------------- | -------------------------------------------------------------------------------- |
| 18 km              | 3 lutego 1950 | Karl-Erik Åström 1:06:16                                                         | Enar Josefsson 1:06:28                                                        | Arnljot Nyaas 1:07:07                                                            |
| 50 km              | 5 lutego 1950 | Gunnar Eriksson 2:59:05                                                          | Enar Josefsson 3:00:01                                                        | Nils Karlsson 3:00:10                                                            |
| Sztafeta 4 × 10 km | 6 lutego 1950 | Szwecja Nils Täpp · Karl-Erik Åström · Martin Lundström · Enar Josefsson 2:39:59 | Finlandia Heikki Hasu · Viljo Vellonen · Paavo Lonkila · August Kiuru 2:41:51 | Norwegia Martin Stokken · Eilert Dahl · Kristian Bjørn · Henry Hermansen 2:47:19 |

## Kombinacja norweska
| Konkurencja         | Data          | Złoto             | Srebro                    | Brąz                 |
| ------------------- | ------------- | ----------------- | ------------------------- | -------------------- |
| Zawody indywidualne | 1 lutego 1950 | Heikki Hasu 455.2 | Ottar Gjermundshaug 452.0 | Simon Slåttvik 451.8 |

## Skoki narciarskie
| Konkurencja                   | Data          | Złoto                | Srebro               | Brąz                   |
| ----------------------------- | ------------- | -------------------- | -------------------- | ---------------------- |
| Duża skocznia – indywidualnie | 1 lutego 1950 | Hans Bjørnstad 220.4 | Thure Lindgren 214.4 | Arnfinn Bergmann 213.5 |

## Klasyfikacja medalowa
| Pozycja | Państwo   | Złoto | Srebro | Brąz | Razem |
| ------- | --------- | ----- | ------ | ---- | ----- |
| 1       | Szwecja   | 3     | 3      | 1    | 7     |
| 2       | Norwegia  | 1     | 1      | 4    | 6     |
| 3       | Finlandia | 1     | 1      | 0    | 2     |